# Dogo Argentino
Chó Dogo Argentino hay chó ngao Argentina (Argentinian Mastiff) hay còn được gọi tắt là Dogo là một giống chó săn cỡ lớn và cơ bắp được lai tạo từ rất nhiều giống chó khác nhau dùng để săn bắn như giết heo rừng, báo sư tử, và cũng như bảo vệ chủ và gia đình, tài sản tại Argentina. Dogo có nguồn gốc từ Argentine (Argentinos Dogos Lucadores) do nhu cầu lai tạo thành một giống chó có khả năng tấn công lại các loài dã thú tấn công vào các trang trại.
Dogo là một thợ săn tự nhiên. Nó có bản năng bẩm sinh để săn lùng và giết heo rừng và chống chọi sư tử núi (#báo sư tử puma). Chúng là giống chó có màu trắng, cực kỳ cơ bắp. Chúng phục vụ cho các cuộc săn bắn lớn.

## Lịch sử
Vào đầu thế kỷ 20, có hai anh em bác sĩ Antonio Nores Martinez và Agustin ở Argentina đã lai tạo nhiều giống chó khác nhau từ giống chó có trong Argentina là Cordoba Fighting Dog để tạo ra giống Argentine Dogo. Vào thời đó, Cordoba Fighting Dog ở Argentina được dùng trong môn đấu chó, nên loại này rất dữ, đã chết rất nhiều trên sàn đấu và đứng trên bờ tuyệt chủng. Vì vậy Antonio quyết định lai tạo nó để tạo ra giống mới dùng trong việc đi săn và bảo vệ các nông trại của người Argentina chống lại thú dữ, ông muốn có một loại chó can đảm nhưng không quá hung dữ, khỏe mạnh để săn thú dữ như gấu, beo, heo rừng v.v... và quan trọng là có thể nuôi trong nhà như những con chó bình thường khác.
Ông đã lai tạo Cordoba Fighting Dog với các giống chó này để có những đặc tính sau đây:
- Giống Pointer để giúp cho nó có thể đánh hơi
- Giống Great Dane để tăng về kích thước
- Giống chó sục Bun (Bull Terrier) để có tố chất lì đòn, gan góc, không biết sợ
- Giống chó Bun Anh (Old English Bulldog) giúp nó thêm gan dạ và có bộ ngực nở nang
- Chó chó săn Ái Nhĩ Lan (Irish Wolfhound) giúp nó có bản năng săn thú dữ và to lớn
- Giống chó ngao Pháp (Dogue de Bordeaux) giúp nó có hàm răng mạnh và sức mạnh
- Giống Great Pyrenees để tạo cho nó có lông màu trắng cùng với sự dẻo dai và bền bỉ
- Gióng chó ngao Tây Ban Nha (Spanish Mastiff) giúp tăng thêm sức mạnh

Như vậy, Chúng được lai tạo từ rất nhiều loại chó chiến đấu như Great Dane, chó Bun Mỹ, chó võ sĩ, chó Pit Bull, chó sục Bun, chó ngao Pháp, chó Bun. Trong đó, giống chó này đã được lai từ giống chó chọi Codorba của Tây Ban Nha. Với việc lai tạp như vậy thì kết quả tạo được một giống chó dũng mãnh, bền bỉ nhưng rất bình tĩnh và có thần kinh vững vàng.
Anh em Antonio sinh ra trong 1 gia đình có truyền thống nhân giống những con chó đấu loại Cordoba Fighting Dog, vào năm 1925, lúc Antonio 18 tuổi, ông cùng người em nhỏ hơn mình một tuổi đã bắt đầu chương trình lai tạo ra một giống chó mới có thể đi săn được, Antonio là một người rất mê săn bắn. Ông muốn tạo ra một giống chó can đảm, mạnh khỏe và có thể đi săn và coi nhà, những con chó này phải đủ can đảm và sức mạnh để chiến đấu với heo rừng, cắn chết hay giữ nó lại cho tới khi người chủ tới; khi coi nhà cũng phải gan dạ và lì lợm, chiến đấu 'tới chết' để bảo vệ lãnh thổ của mình, không thể đau một chút là bỏ chạy. Ngày xưa nhà cửa còn thưa thớt, các nông trại rất hẻo lánh, nên tất cả các giống chó bảo vệ trên thế giới đều đòi hỏi sự can đảm và gan lì để chiến đấu với thú dữ và trộm cướp cũng như bảo vệ gia đình chủ mình.
Vào những ngày đầu lai tạo giống chó Dogo, tuy được sự ủng hộ của gia đình, nhất là từ cha và chú của anh em Antonio, nhưng họ gặp rất nhiều khó khăn vì phải nuôi rất nhiều chó để chọn lựa nhân giống cho những thế hệ sau ngày càng hoàn mỹ hơn.
Họ phải đi xin hàng xóm thức ăn thừa về nuôi bầy chó của mình, những con đẻ ra không vừa ý họ lại phải nhờ hàng xóm và bạn bè nuôi. Antonio sau đó tốt nghiệp đại học và trở thành bác sĩ, ông tiếp tục dùng kiến thức y học và di truyền của mình để tiếp tục hoàn thiện giống chó Dogo.
Việc lai tạo ra một giống chó mới không phải là chuyện dễ dàng, nhất là khi lai tạo nhiều giống cho với nhau, đòi hỏi vài chục năm để hoàn tất chương trình lai tạo.
Khi giống chó Dogo của mình gần sắp hoàn chỉnh thì Antonio bị giết chết trong một lần đi săn vào năm 1956. Sau cái chết của Antonio, gia đình Antonio gặp rất nhiều khó khăn; chương trình lai tạo giống chó Dogo bị gián đoạn một thời gian ngắn, tưởng chừng phải bỏ cuộc.
Sau đó vài năm, được sự ủng hộ của nhiều người, người em, cùng với bạn bè đã đi tìm lại những con Dogo còn sót lai trong vùng để tiếp tục hoàn tất chương trình lai tạo Dogo của người anh. Vào năm 1964 Dogo được hiệp hội chó giống Argentina (Cinologic Federation of Argentina) công nhận, vào năm 1973 Dogo được FCI chính thức công nhận, và ngày nay Dogo đã có mặt khắp thế giới.

## Đặc điểm cơ bản
- Chó Dogo cao từ 61–69 cm, trong đó, chó đực cao 62–69 cm, chó cái 60–65 cm; chúng nặng 36–45 kg.
- Mũi chúng có màu đen, mắt nhỏ có viền hồng.
- Cơ bắp cuồn cuộn lồng ngực nở và sâu
- Đôi tai cắt ngắn tạo cho khuôn mặt giống chó này một vẻ lạnh lùng
- Đuôi thẳng nhọn tạo cảm giác cân đối.
- Lông chúng có màu trắng tuyền và chỉ có màu trắng, lông ngắn từ 1,5 đến 2 cm, và với bộ lông ngắn trắng tuyền thì chăm sóc bộ lông không phải là vấn đề lớn quá khó khăn.

## Tính tình
So với những giống chó lâu đời khác thì Dogo vẫn thuộc giống chó mới. Dogo được xếp vào loại chó khó huấn luyện, và cũng như những con chó lớn có nguồn gốc đấu chó và săn thú dữ, Dogo cần có người chủ nhiều kinh nghiệm về chó lớn hung dữ. Dogo không thích hợp cho tất cả mọi người.

## Hình dáng
Lông ngắn từ 1,5 cm, nặng ~ 91.8-119.7 (medium-big)  pound (trọng lượng): lb
=Nặng TB 45 kg

## Sức khỏe:
- Khoảng 10% Dogo bị điếc 1 tai hay cả hai tai. Giống như chó đốm trắng, chó Boxer trắng và chó Bull Terrier trắng, Doggo có thể bị điếc vì liên quan đến vấn đề sắc tố.

Nói chung có thể có tỷ lệ điếc khoảng 10% với một số con bị tai biến mạch máu (tai điếc) (và một số bệnh về tai biến mạch máu não (điếc ở cả hai tai)).
- Bệnh hở khớp xương hông. Chứng này xuất hiện chủ yếu do di truyền, tuy nhiên có thể hạn chế bằng cách kiểm soát cân nặng của chó. Nên cho ăn theo bữa (3 bữa / ngày), tránh để thức ăn ở bát trong suốt cả ngày vì sẽ khó kiểm soát lượng thức ăn. Tập thể dục hàng ngày để đốt bớt calo dư thừa.
- Mặc dù những vấn đề này đã được giảm thiểu thông qua chọn tạo giống, nhưng cách tốt nhất để có 1 con tốt khi đi mua chó cần phải coi xét kĩ lưỡng/ kiểm tra đầy đủ con chó mà mình muốn mua hoặc đi cùng với người có kinh nghiệm về giống chó này; hoặc đi mua ở những trại chó có uy tín lớn
- Cũng như các giống giống chó trong nhóm Molosser Dogs có truyền thống cắt tai, nên Dogo cũng được cắt tai để không bị vướng khi chiến đấu với thú dữ. Các phong cách cắt tai chó dogo

Có 3 style đang được ưa chuộng hiện nay: Show crop, short crop và battle crop.
- Show Crop là style phổ biến nhất với dòng chó lớn và tai cụp. Phong cách này tạo cho dogo dáng vẻ tập trung và luôn cảnh giác.
- Short Crop là style được khuyến khích vì dễ làm.
- Battle crop được rất nhiều người ưa chuộng, cũng là style khó làm nhất. Dogo có thể gặp phải những vấn đề như nhiễm trùng sau cắt tai; tốt nhất, nên đến những viện thú y chuyên nghiệp để đảm bảo an toàn.

## Đặc điểm
Về đặc điểm hình dáng kích thước, chúng cao từ 61–69 cm, trong đó, chó đực cao 62–69 cm, chó cái 60–65 cm, chúng nặng 36–45 kg. Mũi chúng có màu đen, mắt nhỏ có viền hồng. Cơ bắp cuồn cuộn lồng ngực nở và sâu. Đôi tai cắt ngắn tạo cho khuôn mặt giống chó này một vẻ lạnh lùng, cũng như các giống giống chó trong nhóm chó Molosser có truyền thống cắt tai từ xưa, nên Dogo cũng được cắt tai để không bị vướng khi chiến đấu với thú dữ. 
Đuôi thẳng nhọn tạo cảm giác cân đối. Lông chúng có màu trắng tuyền và chỉ có màu trắng, lông ngắn từ 1,5 đến 2 cm, và với bộ lông ngắn trắng tuyền thì chăm sóc bộ lông không phải là vấn đề lớn quá khó khăn. Khoảng 10% con Dogo bị điếc một hay cả hai tai. Và có khả năng bị bệnh hở khớp xương hông.

## Tập tính
Giống chó này rất trung thành, gắn bó với chủ; Phải thường xuyên chơi đùa, luyện tập để nó luôn vui vẻ và hăng hái. Cá tính của nó đòi hỏi người chủ phải có nhiều kinh nghiệm. Những vật nuôi trong nhà rất dễ trở thành mục tiêu tấn công của giống chó này nhất là mèo.
Do sự khỏe mạnh, dũng mãnh, không sợ hãi trước bất kì đối thủ nào mà giống chó này thường được dùng trong các cuộc đi săn lớn như săn lợn rừng hay săn báo.
Nó cũng được nuôi để làm chó bảo vệ, giữ nhà, bầu bạn trong gia đình. So với những giống chó lâu đời khác thì Dogo vẫn thuộc giống chó mới nên tính cũng chưa được thuần lắm.
- -- Dogo được xếp vào loại chó dữ, khó dạy, và cũng như những con chó lớn có nguồn gốc đấu chó và săn thú dữ. Dogo cần có người chủ nhiều kinh nghiệm về chó lớn và hung dữ, Dogo không thích hợp cho tất cả mọi người. Giống chó này bị cấm nuôi ở Anh.

## Chế độ dinh dưỡng của chó Dogo
Là giống chó qua rất nhiều lần lai tạo để có những đặc tính của một giống chó săn, Dogo nổi bật bởi sức mạnh, tốc độ cũng như sự lì lợm của mình. Chính vì vậy mà thức ăn của Dogo cần chứa rất nhiều năng lượng. Đối với Dogo con nên cho ăn 3 bữa 1 ngày, với chó Dogo từ trên 6 tháng tuổi thì 1 ngày chỉ cần 2 bữa là đủ, tuy nhiên khi Dogo đã lớn và bắt đầu có chế độ tập luyện nên tăng dinh dưỡng trong mỗi bữa ăn cho Dogo. Nên chọn thức ăn giàu protein cho Dogo như thịt, trứng vịt lộn, thịt bò (nếu có điều kiện), không nên cho Dogo ăn nhiều thức ăn chứa nhiều tinh bột như của người. Mỗi bữa ăn chỉ nên cho Dogo ăn vừa đủ, thòm thèm một chút là tốt nhất, không nên để thức ăn dư thừa từ bữa trước cho Dogo ăn. Kiểm tra thường xuyên xem con chó có bị thừa cân không bằng cách: nhìn xuống lưng chó, bạn sẽ thấy 1 vòng eo. Đặt 2 tay trên lưng ở khu vực eo, ngón tay cái để dọc theo xương sống, các ngón còn lại ôm xuống và ấn nhẹ. Nếu bạn có thể cảm thấy xương sườn, chó của bạn hoàn toàn bình thường. Nếu không em ấy đang thừa cân, bạn cần cho ăn ít đi và tập thể dục nhiều hơn. Còn nếu bạn có thể cảm nhận thấy xương sườn ngay khi đặt tay mà không cần ấn nhẹ, con chó này đang gầy và bạn cần cho ăn nhiều hơn (chút xíu).

## Môi trường sống và chế độ tập luyện
Là giống chó được lai tạo để có những đặc tính của một thợ săn, Dogo nên có một môi trường sống gẫn gũi thiên nhiên cũng như cần được huấn luyện từ nhỏ để có một chú chó cưng thông minh.Nên có không gian để Dogo chạy nhảy

## Săn bắn và vấn đề pháp lý
Dogo Argentino được lai tạo ra để săn bắt heo rừng,báo sư tử và canh gác nên chúng chủ yếu được lai từ giống chó săn đã tuyệt chủng Cordoba Fighting Dog, nó được lai tạo để trở thành một thợ săn cự phách, nên chúng không cần chiến đấu với những con chó khác ngoại trừ trường hợp gặp nhiều kẻ thù khác và những con khác khi chủ nhân đem theo để đi săn cùng. Các đặc điểm hung hăng vốn có trong Chó Cordoba được đặc biệt tạo ra để cho phép chúng đủ hung dữ để chiến đấu, săn bắt, canh gác và bảo vệ các mối nguy hại khác. Chó Dogo khiến nhiều người e ngại bởi tính hiếu chiến và độ khó kiểm soát của chúng. Đây không phải giống chó thích hợp để nuôi trong những gia đình thông thường, thiếu kinh nghiệm.
- Dogo bị cấm bởi ít nhất 10 quốc gia trên tebgiới bao gồm Úc, New Zealand và Bồ Đào Nha, Ukraina, Đan Mạch, Iceland, Fiji, Úc, Singapore và quần đảo Cayman.